# Persone di cognome Basso
| Questa pagina contiene informazioni ricavate automaticamente dalle voci biografiche con l'ausilio del template Bio e di un bot. L'aggiornamento è periodico e automatico e ricostruisce completamente la pagina. Se manca una persona in questa lista, sei pregato di non aggiungerla, ma accertati piuttosto che la sua voce biografica contenga il template Bio e che i dati anagrafici siano correttamente compilati. Se il template Bio manca, inseriscilo tu stesso o, in alternativa, metti l'avviso {{tmp\|Bio}} che ne segnala la mancanza. Se i dati riportati sono sbagliati, correggi direttamente la voce biografica; le modifiche saranno visibili in questa lista entro pochi giorni. Per chiarimenti vedi il progetto antroponimi. La lista contiene solo le 52 persone che sono citate nell'enciclopedia e per le quali è stato implementato correttamente il template Bio. Pagina aggiornata al 23 apr 2025. |

Questa è una lista di persone presenti nell'enciclopedia che hanno il cognome Basso, suddivise per attività principale.

## Agronomi(1)
- Cassiano Basso, agronomo greco antico

## Architetti(1)
- Carlo Francesco Bassi, architetto italiano (Torino, n. 1772 - Turku, † 1840)

## Attivisti(1)
- Sammy Basso, attivista italiano (Schio, n. 1995 - Asolo, † 2024)

## Attrici(1)
- Annalise Basso, attrice e modella statunitense (Saint Louis, n. 1998)

## Avvocati(1)
- Lelio Basso, avvocato, giornalista e antifascista italiano (Varazze, n. 1903 - Roma, † 1978)

## Calciatori(5)
- Adriano Basso, ex calciatore brasiliano (Jundiaí, n. 1975)
- Anthony Basso, calciatore francese (Besançon, n. 1979 - Besançon, † 2025)
- João Basso, calciatore brasiliano (Curitiba, n. 1997)
- Oscar Basso, calciatore argentino (Buenos Aires, n. 1922 - Buenos Aires, † 2007)
- Pilade Basso, calciatore italiano

## Cestisti(2)
- Gino Basso, cestista italiano (Lonio-Brienzio, n. 1914)
- Ludovico Basso, ex cestista svizzero (Sorengo, n. 1993)

## Ciclisti su strada(2)
- Ivan Basso, ex ciclista su strada italiano (Gallarate, n. 1977)
- Marino Basso, ex ciclista su strada italiano (Caldogno, n. 1945)

## Comici(1)
- Federico Basso, comico e autore televisivo italiano (Torino, n. 1975)

## Direttori d'orchestra(1)
- Diego Basso, direttore d'orchestra italiano (Castelfranco Veneto, n. 1964)

## Dirigenti d'azienda(1)
- Paolo Basso, manager italiano (Besnate, n. 1966)

## Dirigenti sportivi(2)
- Leonardo Basso, dirigente sportivo e ex ciclista su strada italiano (Castelfranco Veneto, n. 1993)
- Simone Basso, dirigente sportivo e ex calciatore italiano (Chiavari, n. 1982)

## Fisici(1)
- Giuseppe Basso, fisico e matematico italiano (Chivasso, n. 1842 - Torino, † 1895)

## Generali(1)
- Antonio Basso, generale italiano (Napoli, n. 1881 - Roma, † 1958)

## Geografi(1)
- Antonio Leopoldo Basso, geografo e antifascista italiano (Moltrasio, n. 1902 - Milano, † 1976)

## Grammatici(1)
- Cesio Basso, grammatico e poeta romano

## Hockeisti su ghiaccio(1)
- Vittorio Basso, ex hockeista su ghiaccio italiano (Asiago, n. 1989)

## Illusionisti(1)
- Andrew Basso, illusionista italiano (Borgo Valsugana, n. 1985)

## Ingegneri(1)
- Lorenzo Basso, ingegnere e architetto italiano (Genova, n. 1880 - Genova, † 1940)

## Insegnanti(1)
- Lida Basso, docente italiana (Pescia, n. 1919 - Livorno, † 2007)

## Mezzosoprani(1)
- Romina Basso, mezzosoprano italiano (Gorizia)

## Militari(2)
- Attilio Basso, militare italiano (Pravisdomini, n. 1901 - Cheren, † 1941)
- Quinto Cecilio Basso, militare romano

## Musicologi(1)
- Alberto Basso, musicologo italiano (Torino, n. 1931)

## Patrioti(1)
- Giovanni Battista Basso, patriota e militare italiano (Nizza, n. 1824 - † 1884)

## Piloti di rally(1)
- Giandomenico Basso, pilota di rally italiano (Montebelluna, n. 1973)

## Pittori(1)
- Guido Basso, pittore italiano (Genova, n. 1923 - Genova, † 1995)

## Poeti(2)
- Antonio Basso, poeta italiano (Napoli, n. 1605 - Napoli, † 1648)
- Salvo Basso, poeta italiano (Giarre, n. 1963 - Scordia, † 2002)

## Politiche(1)
- Alessandra Basso, politica italiana (Treviso, n. 1967)

## Politici(6)
- Alessandro Basso, politico italiano (Spilimbergo, n. 1978)
- Cesonio Basso, politico romano
- Lorenzo Basso, politico italiano (Genova, n. 1976)
- Luigi Basso, politico italiano (Feltre, n. 1862 - Feltre, † 1950)
- Marcello Basso, politico italiano (San Stino di Livenza, n. 1952)
- Settimio Basso, politico romano

## Registi(2)
- Giovanni Basso, regista, sceneggiatore e produttore cinematografico italiano (Ferrara, n. 1984)
- Sergio Basso, regista, scrittore e sceneggiatore italiano (Milano, n. 1975)

## Sassofonisti(1)
- Gianni Basso, sassofonista e compositore italiano (Asti, n. 1931 - Asti, † 2009)

## Scacchisti(1)
- Pier Luigi Basso, scacchista italiano (Montebelluna, n. 1997)

## Scrittori(1)
- Walter Basso, scrittore italiano (Camposampiero, n. 1951)

## Scrittrici(1)
- Alice Basso, scrittrice italiana (Milano, n. 1979)

## Storici(1)
- Aufidio Basso, storico romano († 65)

## Traduttrici(1)
- Susanna Basso, traduttrice italiana (Torino, n. 1956)

## Senza attività specificata(1)
- Mummio Basso, romano